# Jysk
 Denne artikel omhandler dialekten. For butikskoncernen, se JYSK.
Jysk består af de dialekter, man traditionelt har talt i Jylland, herunder også i dele af Sydslesvig. Jysk er kendetegnet ved, at ordet for "jeg" (1. person, ental) hedder enten "a" eller "æ". 
Man skelner overordnet mellem nørrejysk og sønderjysk. For nørrejysk skelner man endvidere mellem vest- og østjysk.

## Vestjysk
- Thybomål
- Morsingmål
- Sallingmål
- Hardsysselsk
- Fjandbomål
- Sydvestjysk (m. Fanø)
- Sydøstjysk

## Østjysk
- Vendsysselsk (m. Hanherred og Læsø)
- Himmerlandsk
- Ommersysselsk
- Djurslandsk (Nord- og Syddjurs m. Nordsamsømål, Sydsamsø, Anholt)
- Midtøstjysk

## Sønderjysk
- Vestligt sønderjysk (m. Mandø og Rømø)
- Østligt sønderjysk (m. Als)

### Syd for rigsgrænsen
- Mellemslesvigsk
- Angelmål
- Fjoldemål